# Quadra dura

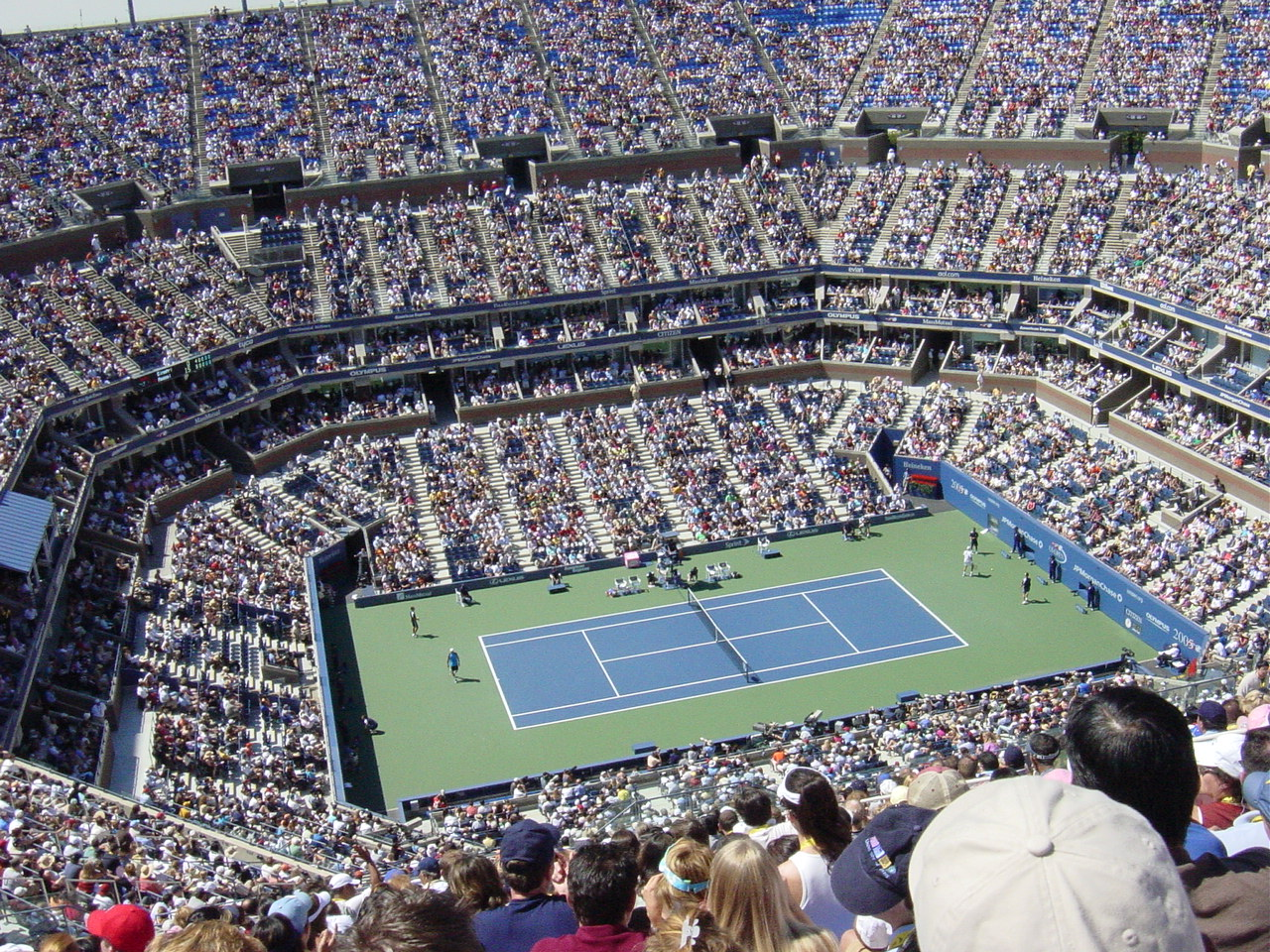
Arthur Ashe Stadium, sede do US Open de tênis.

Uma quadra dura (ou quadra dura) é uma superfície ou piso em que um esporte é jogado, geralmente em referência a quadras de tênis. Eles são tipicamente feitos de materiais rígidos, como asfalto ou concreto, e cobertos com material acrílico para selar a superfície e marcar as linhas de jogo, proporcionando um pouco de amortecimento. Historicamente, as superfícies de madeira também estavam em uso em ambientes internos, semelhantes a uma quadra de basquete coberta, mas essas superfícies são raras agora.

## Tênis

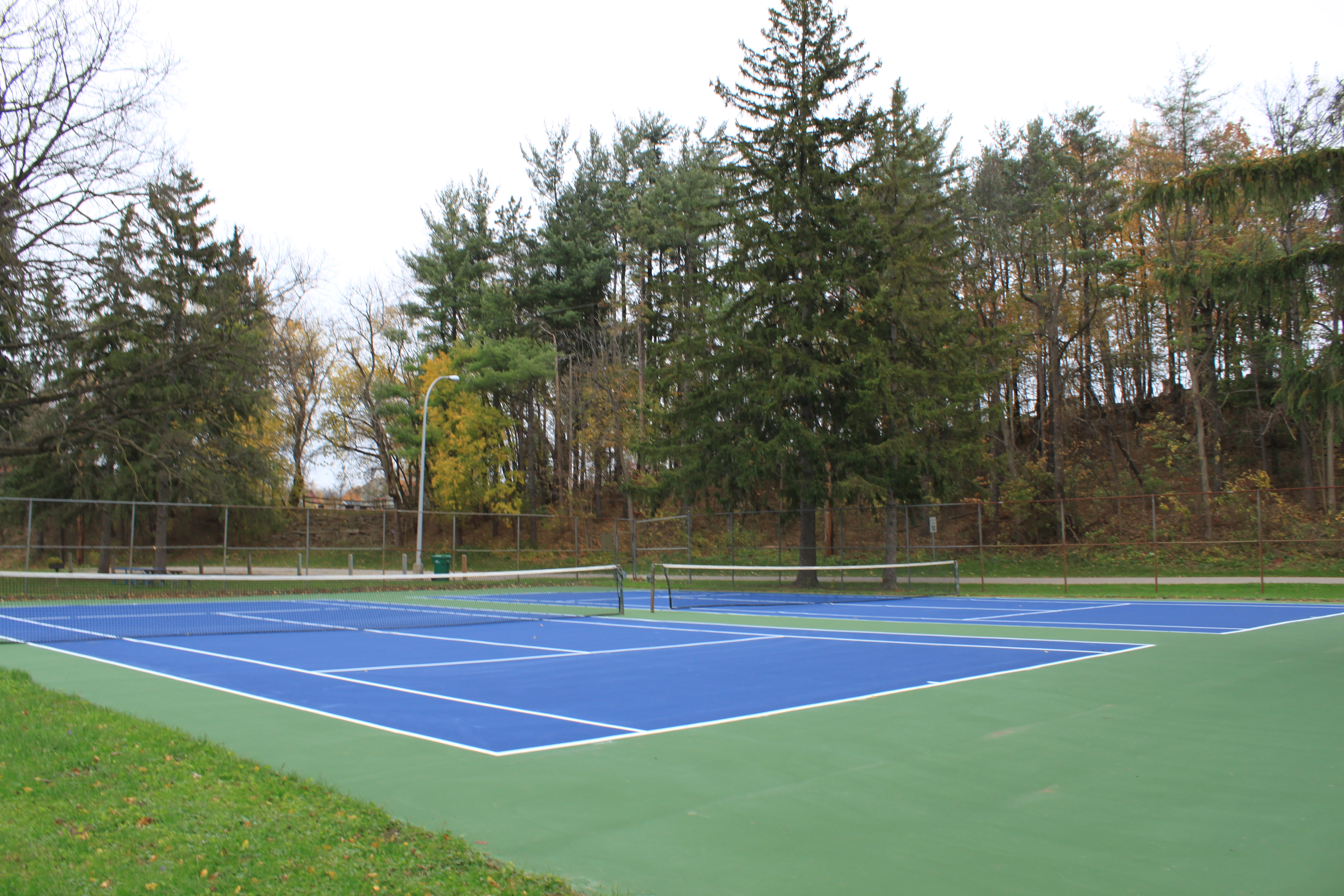
Quadra de tênis, Curtiss Park, Saline, Michigan.

As quadras de tênis são feitas de camadas sintéticas / acrílicas no topo de uma fundação de concreto ou asfalto e podem variar de cor. Esse tipo de quadra tende a jogar de médio a rápido porque há pouca absorção de energia pelo mesmo, como numa quadra de grama. A bola tende a saltar alto e os jogadores podem aplicar muitos tipos de giro durante o jogo. Bolas planas são favorecidas em quadras duras por causa do estilo de jogo extremamente rápido. A velocidade de rebote depois que as bolas de tênis quicam em quadras duras é determinada pela quantidade de areia na camada sintética / acrílica colocada no topo da fundação do asfalto. Mais areia resultará em um salto mais lento devido a mais fricção.
Dos torneios do Grand Slam, o US Open e o Australian Open atualmente usam quadras duras e é o tipo de superfície predominante usado no circuito profissional. As competições de tênis nos Jogos Olímpicos atualmente também utilizam esse modelo de quadra, porém todos os modelos já foram utilizados em diferentes edições dessa competição.

### Manutenção
Existem numerosos métodos de manutenção em quadra dura que são comumente usados para manter estas instalações em ótimas condições. Algumas delas incluem escovar, lavar com pressão com uma solução de limpeza e aplicar tratamentos químicos para evitar o crescimento de musgo e algas. Tinta antiderrapante também é aplicada a hardcourts para dar melhores qualidades de jogo que aumentam a segurança e o desempenho do jogador.

## Marcas proeminentes
Algumas marcas proeminentes de superfícies de campo usadas em torneios profissionais incluem:
- DecoTurf [10]
- GreenSet [11]
- Laykold [12]
- Plexicushion [13]
- Rebound Ace [14][15]
- Superfícies de esporte SportMaster [16]